# هوانوردی دریایی

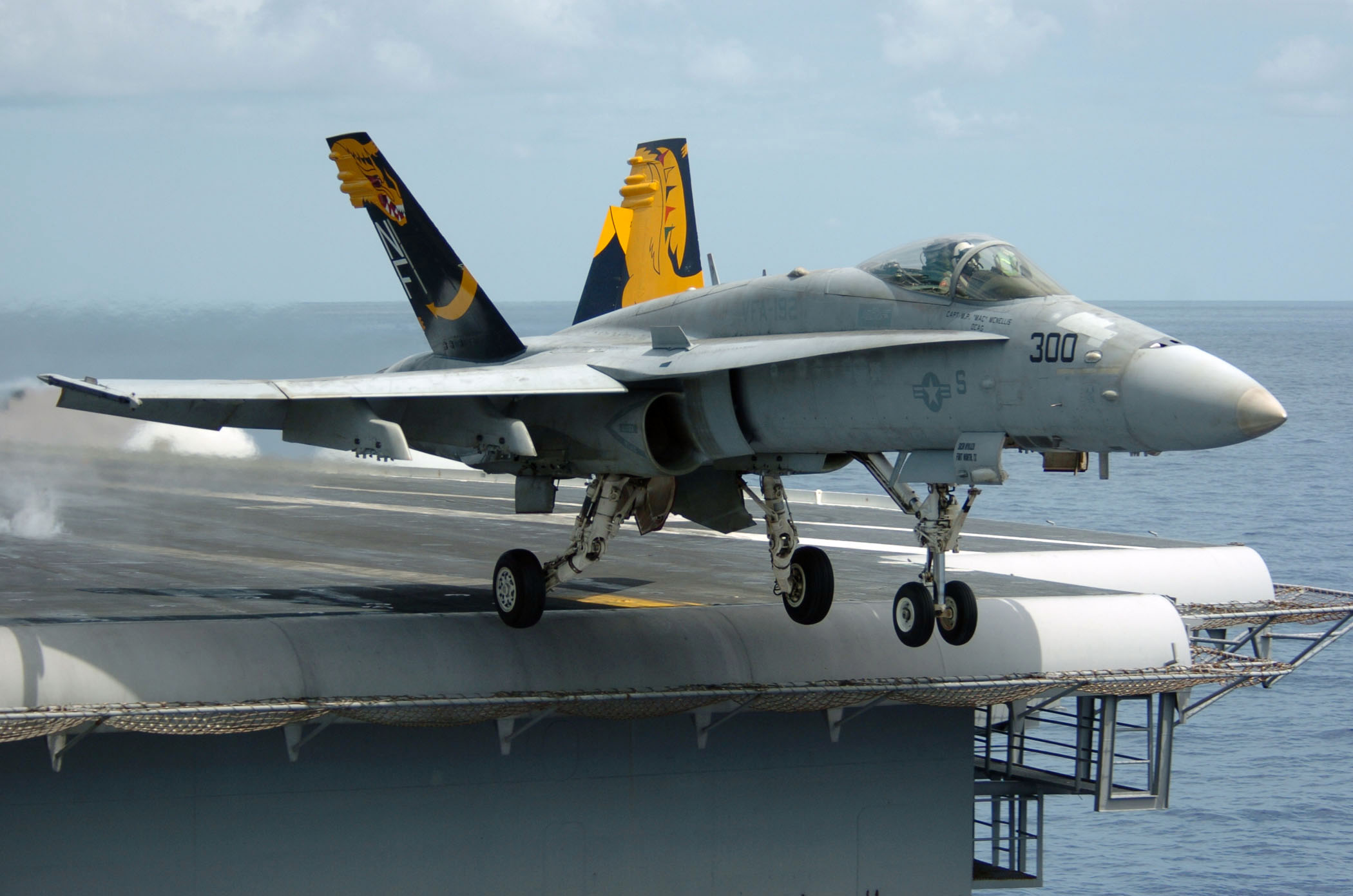
یک فروند مک‌دانل داگلاس اف/ای-۱۸ هورنت در حال بلند شدن از عرشه ناو هواپیمابر یواس‌اس کیتی هاک

هوانوردی دریایی (انگلیسی: Naval aviation) هوادریا، هوانوردی نیروی دریایی یا هواپیمایی دریایی به استفاده از یگان نیروی هوایی نظامی یا هوانوردی نظامی توسط نیروی دریایی گفته می‌شود، که از طریق ناوهای هواپیمابر یا پایگاه‌های زمینی پشتیبانی می‌شوند.
یگان‌های هوانوردی نیروی دریایی اغلب از طریق یک ناو هواپیمابر در موقعیتی نزدیکتر به هدف قرار می‌گیرند. هواپیماهای مستقر در ناو باید به اندازه کافی مستحکم باشند تا در برابر عملیات ناوهای سنگین مقاومت کنند. این جنگنده‌ها باید بتوانند در فاصله کوتاهی از باند به پرواز در آیند و به اندازه کافی محکم و انعطاف‌پذیر باشند تا در یک عرشه پروازی به‌طور ناگهانی قابلیت توقف داشته باشند. این هواپیماها اغلب مکانیسم‌های تاشو قوی دارند که به تعداد بیشتری از آنها اجازه می‌دهد در آشیانه‌های زیر عرشه و فضاهای کوچک روی عرشه پرواز نگهداری شوند. این هواپیماها برای اهداف بسیاری از جمله نبرد هوا به هوا، حمله سطحی، جنگ ضدزیردریایی، عملیات امداد و نجات، تدارکات جنگی، مشاهده آب و هوا، عملیات شناسایی هوایی، شناسایی و وظایف فرماندهی و کنترل منطقه وسیع طراحی شده‌اند. در یگان‌های هوانوردی دریایی اغلب از بالگردها نیز استفاده می‌شود.